# Lycaena vandarbani
Lycaena vandarbani är en fjärilsart som beskrevs av Pfeiffer 1937. Lycaena vandarbani ingår i släktet Lycaena och familjen juvelvingar. Inga underarter finns listade i Catalogue of Life.